# Kolonia Dzięcioły Dalsze
Kolonia Dzięcioły Dalsze – kolonia wsi Dzięcioły Dalsze w Polsce, położona w województwie mazowieckim, w powiecie sokołowskim, w gminie Sterdyń. Obok kolonii przepływa rzeczka Buczynka, dopływ Bugu.
W latach 1975–1998 kolonia administracyjnie należała do województwa siedleckiego.
Mieszkańcy wyznania rzymskokatolickiego należą do parafii św. Anny w Sterdyni.